# 羅克縣區 (伊利諾伊州哈丁縣)
羅克縣區（英語：Precincts (United States)）是位於美國伊利諾伊州哈丁縣的一個縣區。

## 地方資料
根據2010年美國人口普查的數據，羅克縣區的面積為152.30平方千米，當中陸地面積為146.92平方千米，而水域面積為5.38平方千米。當地共有人口663人，而人口密度為每平方千米4.35人。